# Cenchrinae
Cenchrinae Dumort., 1829 è una sottotribù di piante spermatofite monocotiledoni appartenente alla famiglia delle Poacee (o Graminaceae) e sottofamiglia Panicoideae.

## Etimologia
Il nome della sottotribù deriva dal genere tipo Cenchrus L., 1753 e deriva dalla parola greca "kegchros", un nome greco classico per Panicum miliaceum o qualsiasi altra pianta con piccoli chicchi.
Il nome scientifico della tribù è stato definito dal botanico, naturalista e politico belga Barthélemy Charles Joseph Dumortier (Tournai, 3 aprile 1797 – 9 giugno 1878) nella pubblicazione "Analyse des Familles de Plantes: avec l'indication des principaux genres qui s'y rattachent. Tournay" (Anal. Fam. Pl. 63. 1829) del 1829.

## Descrizione

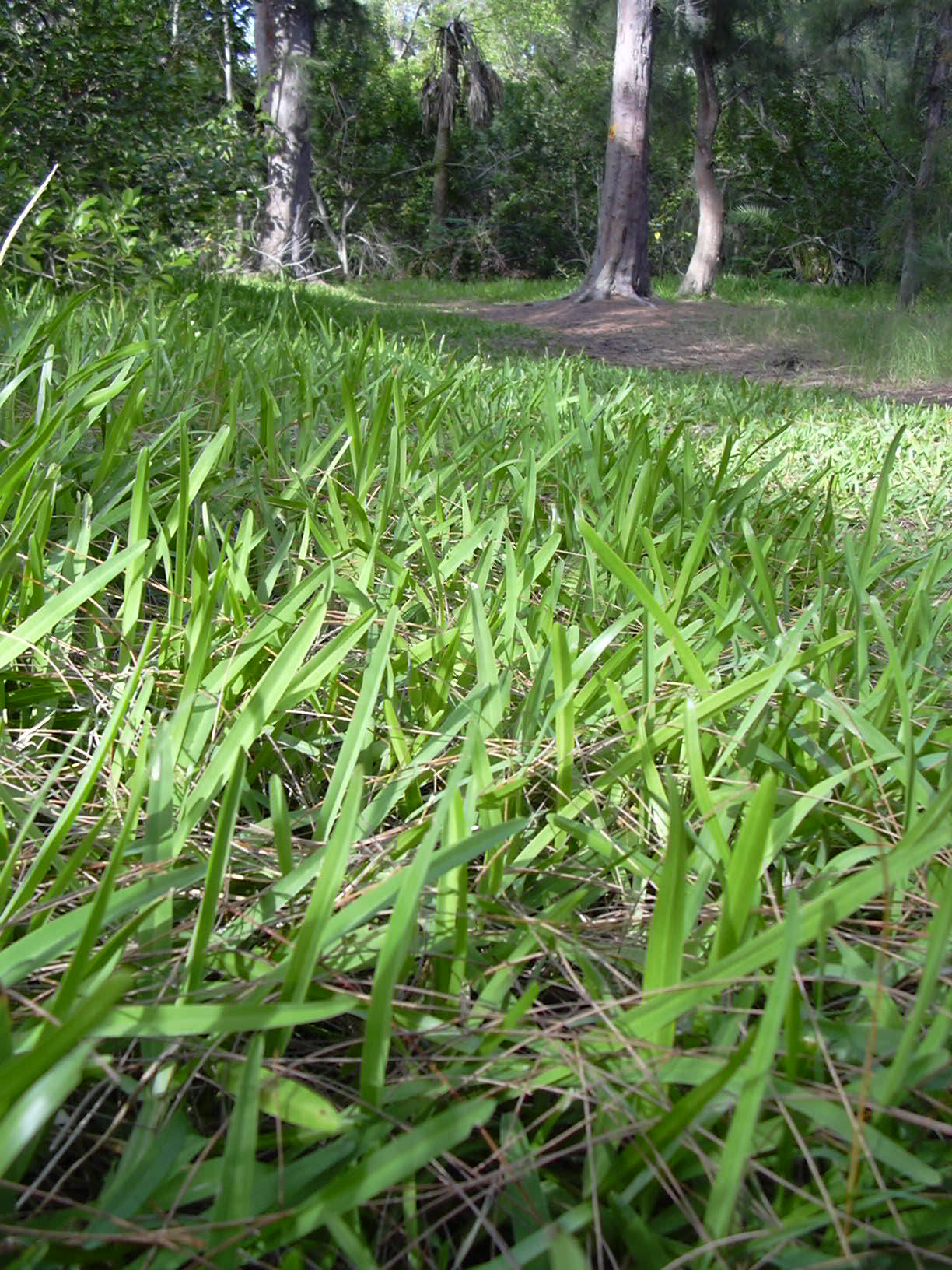
Le foglie
Stenotaphrum secundatum

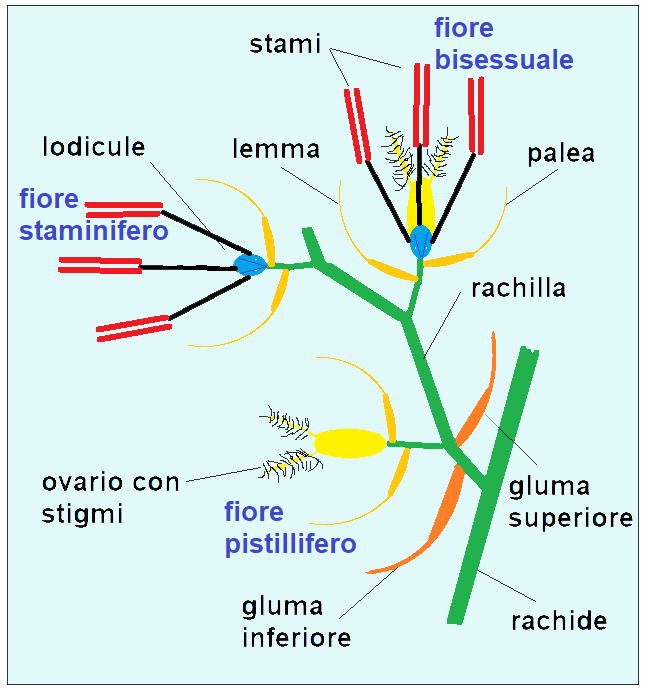
Spighetta generica con tre fiori diversi

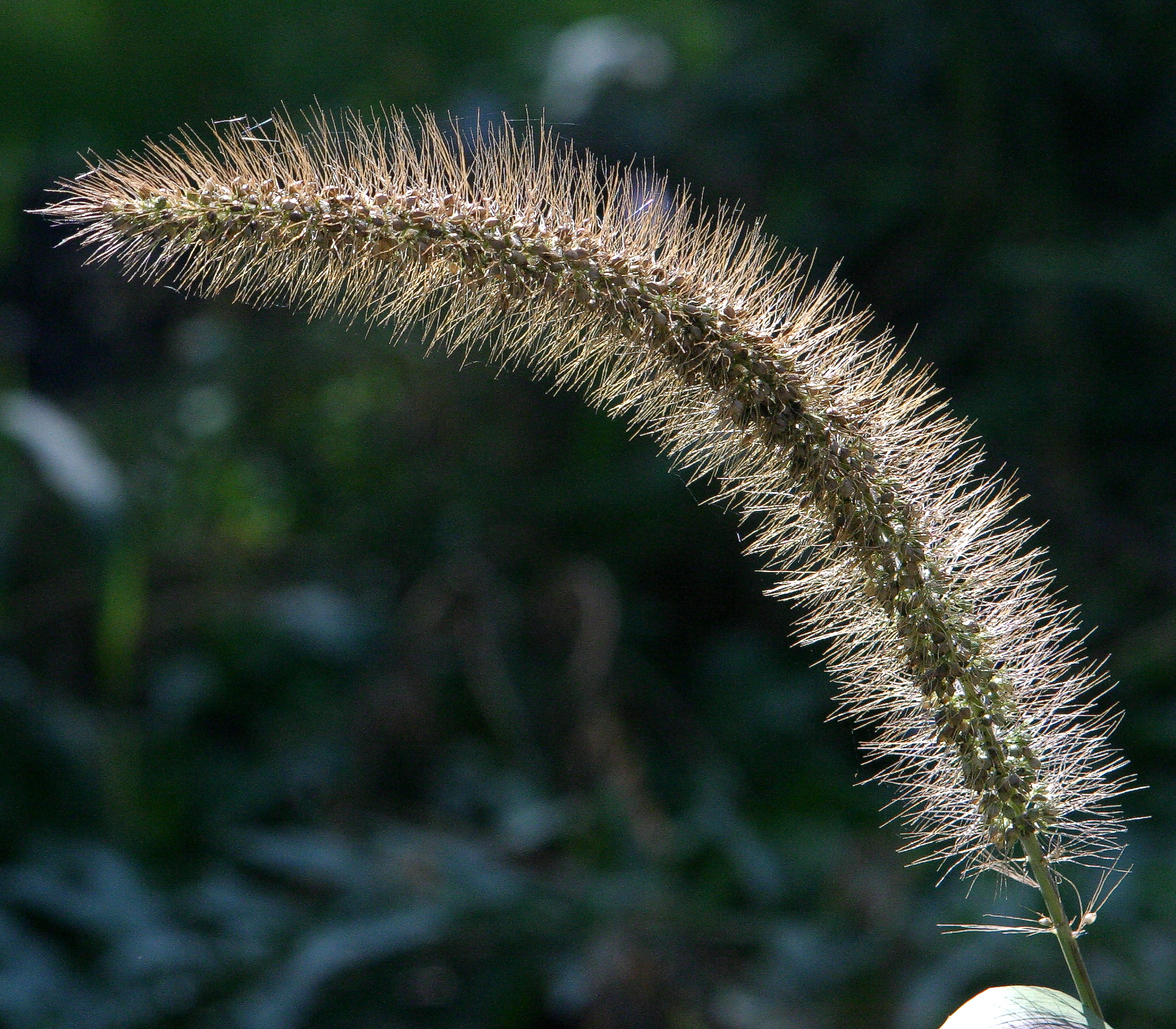
Infiorescenza
Cenchrus setaceus

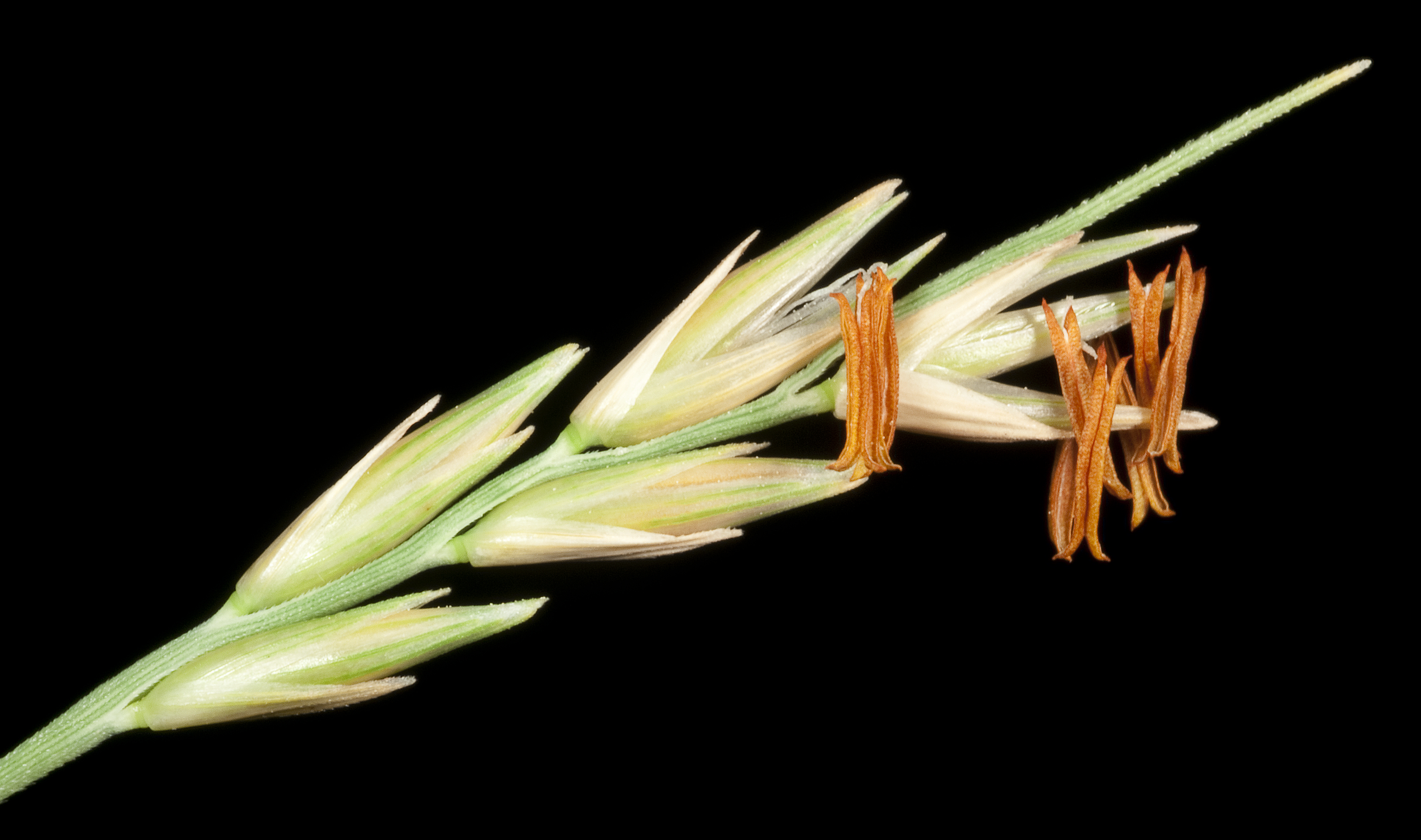
I fiori
Spinifex longifolius

### Portamento
Il portamento delle specie di questo gruppo in genere è cespitoso, rizomatoso o stolonifero con cicli biologici annuali o perenni. I culmi possono essere variamente ramificati (anche vicino alla base) ed avere un portamento decombente o prostrato. I nodi possono essere radicanti e a volte pelosi. In Hygrochloa e lxophorus le piante sono monoiche e vivono in ambienti acquatici; altre specie sono dioiche.

### Foglie
Le foglie lungo il culmo sono disposte in modo alterno, sono distiche e si originano dai vari nodi. Sono composte da una guaina, una ligula e una lamina. Le venature sono parallelinervie. Possono essere presenti dei pseudopiccioli.
- Guaina: la guaina è abbracciante il fusto.
- Ligula: le ligule sono membranosa; la membrana è sfrangiata oppure termina con una frangia di peli; i bordi possono essere cigliati.
- Lamina: la lamina ha delle forme generalmente da lineari a lanceolate e piatte con apice mutico o pungente; la venatura centrale può essere evidente; la parte superiore può essere papillosa. In alcune specie sono conduplicate, in altre sono sagittate, e in altre ancora sono coriacee.

### Fiori
- Infiorescenza principale (sinfiorescenza o semplicemente spiga): le infiorescenze, ascellari e terminali, in genere sono ramificate (o con rami primari non ramificati, o rami primari ramificati formanti rami di ordine superiore) e sono formate da alcune spighette ed hanno la forma di una pannocchia appuntita e cilindrica. Inoltre sono presenti ramificazioni primarie, secondarie e/o terziarie che terminano in un apice sterile o in una setola. In alcune specie le spighette sono sottese da una o più setole. La disarticolazione avviene sopra le setole e sotto le glume; in alcune specie sono i rami dell'infiorescenza che si disarticolano sotto le setole come un'unità. In  Acritochaete le spighette sono posizionate da un solo lato. In Cenchrus i rami laterali (secondari) hanno una base espansa (questi rami sono decidui); ogni ramo termina con una spighetta, che viene quindi sottesa e più o meno circondata da setole (le setole corrispondono a rami di ordine superiore). In Hygrochloa, piante monoiche, le spighette pistillate si trovano su rami inferiori; le spighette staminate sono pedicellate e si trovano sull'asse principale dell'inflorescenza. In Paratheria alla base dell'infiorescenza sono presenti delle spighette cleistogamiche.
- Infiorescenza secondaria (o spighetta): le spighette, compresse lateralmente o dorsoventralmente, sottese da due brattee distiche e strettamente sovrapposte chiamate glume (inferiore e superiore), sono formate da un fiore sterile e uno fertile (in generale i fiori superiori sono pistillati e quelli inferiori sono staminati). La rachilla si estende e termina in una setola o un ventaglio di setole. In Dissochondrus entrambi i fiori sono fertili. Alla base di ogni fiore sono presenti due brattee: la palea e il lemma. La disarticolazione avviene con la rottura della rachilla sopra o sotto le glume (a volte la disarticolazione avviene ad un livello superiore).
- Glume: le glume sono membranose eventualmente con bordi ialini, con o senza barbe; le venature possono arrivare fino a 7, oppure essere assenti.
- Palea: la palea, eventualmente carenata (o bicarenata), è membranosa con o senza barbe. Le palee inferiori possono avere delle chiglie alate che a maturità si espandono fino ad ricoprire i fiori.
- Lemma: il lemma è membranoso (i lemmi superiori sono cartacei e a volte lisci) eventualmente con bordi ialini o precisi, con o senza barbe (in  Acritochaete le barbe si arrotolano o aggrovigliano). I lemmi inferiori possono essere solcati. Le venature possono essere più di nove.

I fiori fertili sono attinomorfi formati da 3 verticilli: perianzio ridotto, androceo e gineceo.
- Formula fiorale:[6]

*, P 2, A (1-)3(-6), G (2–3) supero, cariosside.
- Il perianzio è ridotto e formato da due lodicule, delle squame traslucide, poco visibili (forse relitto di un verticillo di 3 sepali). Le lodicule hanno una consistenza carnosa e a volte sono assenti.
- L'androceo è composto da 3 stami ognuno con un breve filamento libero, una antera sagittata e due teche. Le antere sono basifisse con deiscenza laterale. Il polline è monoporato.
- Il gineceo è composto da 3-(2) carpelli connati formanti un ovario supero. L'ovario, glabro, ha un solo loculo con un solo ovulo subapicale (o quasi basale). L'ovulo è anfitropo e semianatropo e tenuinucellato o crassinucellato. Lo stilo, breve, è unico con due stigmi in genere piumosi.

### Frutti
I frutti sono del tipo cariosside, ossia sono dei piccoli chicchi indeiscenti, con forme ovoidali, nei quali il pericarpo è formato da una sottile parete che circonda il singolo seme. In particolare il pericarpo è fuso al seme ed è aderente. L'endocarpo non è indurito e l'ilo è puntiforme. L'embrione è provvisto quasi sempre di epiblasto ha un solo cotiledone (allungato) altamente modificato (scutello con fessura) in posizione laterale. I margini embrionali della foglia si sovrappongono.

## Biologia
Come gran parte delle Poaceae, le specie di questo genere si riproducono per impollinazione anemogama. Gli stigmi più o meno piumosi sono una caratteristica importante per catturare meglio il polline aereo. La dispersione dei semi avviene inizialmente a opera del vento (dispersione anemocora) e una volta giunti a terra grazie all'azione di insetti come le formiche (mirmecoria).

## Distribuzione e habitat
Le specie di questa tribù hanno una distribuzione cosmopolita, soprattutto delle aree calde.

## Tassonomia
La famiglia delle Poacee comprende circa 800 generi e oltre 9.000 specie. È una delle famiglie più numerose e più importanti del gruppo delle monocotiledoni. La famiglia è suddivisa in 12 sottofamiglie, la sottotribù Cenchrinae fa parte della sottofamiglia Panicoideae.

### Generi
La tribù si compone di 25 generi e 299 specie:
| Genere                                    | Numero specie                                              | Via fotosintetica | Numero cromosomico                         | Distribuzione                                                    |
| ----------------------------------------- | ---------------------------------------------------------- | ----------------- | ------------------------------------------ | ---------------------------------------------------------------- |
| Acritochaete Pilg., 1902                  | Una specie: Acritochaete volkensii Pilg.                   | C3                |                                            | Africa centrale                                                  |
| Alexfloydia B.K.Simon, 1992               | Una specie: Alexfloydia repens B.K.Simon                   | C4                |                                            | Australia sud-est                                                |
| Cenchrus L., 1753                         | 107                                                        | C4                | 2n = 14,18,22,34,35,36,40,44,45,52,54 e 68 | Cosmopolita                                                      |
| Chamaeraphis R. Br., 1810                 | Una specie: Chamaeraphis hordeacea R.Br.                   | C4                |                                            | Australia nord-est                                               |
| Dissochondrus (W.F.Hillebr.) Kuntze, 1891 | Una specie: Dissochondrus biflorus (Hildebr.) Kuntze       | C4                |                                            | Hawaii                                                           |
| Holcolemma Stapf & C.E.Hubb., 1929        | 3                                                          | C3                |                                            | Africa orientale, India, Sri Lanka e Australia.                  |
| Hygrochloa Lazarides, 1979                | 2                                                          | C4                |                                            | Australia                                                        |
| Ixophorus Schltdl., 1861                  | Una specie: Ixophorus unisetus (J.Presl) Schltdl.          | C4                | 2n = 36 e 54                               | America centrale                                                 |
| Paractaenum P.Beauv., 1812                | Una specie: Paractaenum novae-hollandiae P.Beauv.          | C4                |                                            | Australia                                                        |
| Paratheria Griseb., 1866                  | 2                                                          | C4                |                                            | Madagascar, Africa occidentale, Indie occidentali e Sud America. |
| Plagiosetum Benth., 1877                  | Una specie: Plagiosetum refractum (F.Muell.) Benth.        | C4                |                                            | Australia                                                        |
| Pseudochaetochloa Hitchc., 1924           | Una specie: Pseudochaetochloa australiensis Hitchc.        | C4                |                                            | Australia                                                        |
| Pseudoraphis Griff. ex Pilg., 1851        | 7                                                          | C4                | 2n = 16                                    | Asia meridionale e Australia                                     |
| Setaria P.Beauv., 1812                    | 135                                                        | C4                | 2n = 18, 36, 54, 63 e 72                   | Cosmopolita                                                      |
| Setariopsis Scribn., 1896                 | 2                                                          | C4                | 2n = 18                                    | Dal Messico alla Colombia                                        |
| Snowdenia C.E.Hubb., 1929                 | 4                                                          |                   |                                            | Africa tropicale nord-orientale.                                 |
| Spinifex L., 1771                         | 5                                                          | C4                | 2n = 18                                    | India, Asia meridionale e Australia                              |
| Stenotaphrum Trin., 1820                  | 7                                                          | C4                | 2n = 18, 20 e 36                           | Aree tropicali e subtropicali.                                   |
| Stereochlaena Hack., 1908                 | 4                                                          | C4                |                                            | Africa tropicale                                                 |
| Streptolophus Hughes, 1923                | Una specie: Streptolophus sagittifolius Hughes             | C4                |                                            | Angola                                                           |
| Uranthoecium Stapf, 1916                  | Una specie: Uranthoecium truncatum (Maiden & Betche) Stapf | C4                |                                            | Australia                                                        |
| Whiteochloa C.E.Hubb., 1952               | 6                                                          | C4                |                                            | Nuova Guinea e Australia                                         |
| Xerochloa R.Br., 1810                     | 3                                                          | C4                |                                            | Australia                                                        |
| Zuloagaea Bess, 2006                      | Una specie: Zuloagaea bulbosa (Kunth) Bess                 | C4                | 2n = 18, 36, 54 e 72                       | America centrale                                                 |
| Zygochloa S.T.Blake, 1941                 | Una specie: Zygochloa paradoxa (R.Br.) S.T.Blake           | C4                |                                            | Australia                                                        |

Note: alcuni generi nell'elenco sono considerati da altri studi sinonimi: Plagiosetum sinonimo di Paractaenum; Setariopsis e Snowdenia sinonimi di Cenchrus. Nell'elenco andrebbe inoltre inserita, in base ai dati molecolari, la specie Panicum antidotale Retz., 1786 con distribuzione tropicale.
Nella flora spontanea italiana sono presenti i seguenti generi:
- Cenchrus con tre specie (tutte "esotiche naturalizzate").
- Setaria con sei specie.

### Filogenesi
All'interno della famiglia Poaceae la sottofamiglia Panicoideae appartiene al clade "PACMAD" (formato dalle sottofamiglie Aristidoideae, Arundinoideae, Micrairoideae, Danthonioideae, Chloridoideae e Panicoideae). Questo clade con il clade BEP (formato dalle sottofamiglie Ehrhartoideae, Bambusoideae e Pooideae) forma un "gruppo fratello" (il clade BEP a volte è chiamato clade "BOP" in quanto la sottofamiglia Ehrhartoideae a volte è chiamata Oryzoideae). La sottofamiglia di questa voce, nell'ambito del clade "PACMAD", a parte la sottofamiglia Aristidoideae in posizione "basale", forma un "gruppo fratello" con il resto delle sottofamiglie del clade.
Il clade "PACMAD" è un gruppo fortemente supportato fin dalle prime analisi filogenetiche di tipo molecolare. Questo gruppo non ha evidenti sinapomorfie morfologiche con l'unica eccezione dell'internodo mesocotiledone allungato dell'embrione. Questo clade inoltre è caratterizzato, nella maggior parte delle piante, dal ciclo fotosintetico di tipo C4 (ma anche a volte tipo C3 in quanto ancestralmente era C3).
La sottotribù Cenchrinae fa parte del secondo gruppo di tribù che si sono differenziate nell'ambito della sottofamiglia e in questo gruppo fa parte della supertribù "Panicodae"  L. Liu, 1980 e quindi della tribù Paniceae R.Br., 1814 All'interno della tribù e in questo ambito occupa, da un punto di vista filogenetico, una posizione centrale e insieme alle sottotribù Melinidinae e Panicinae forma un "gruppo fratello".
Sulla base di analisi molecolari il gruppo dei generi di questa sottotribù formano un clade ("clade delle setole"/Bristle clade) ben supportato, e formano il subclade definito "NAD–ME" (con una "via" fotosintetica di tipo C4 con guaina a fascio singolo). La caratteristica più evidente di questa sottotribù è la presenza delle setole nell'infiorescenza. La posizione e l'abbondanza delle setole è variabile: possono essere solitarie e presenti solo all'estremità dei rami, oppure numerose e associate ad ogni spighetta, oppure solitarie e associate solo a poche spighette dell'infiorescenza.
Le specie dell'ex genere Pennisetum Rich. dopo anni di prove e studi sono state circoscritte all'interno del genere più numeroso Cenchrus. Il gruppo Cenchrus + "Pennisetum" è fortemente supportato nel formare un clade con dati morfologici e molecolari omogenei; inoltre forma dei taxa allopoliploidi da parte di genitori assegnati a entrambi i generi. Chamaeraphis e Pseudoraphis formano un "gruppo fratello". I generi Setaria e Cenchrus, i più numerosi del gruppo, non sono monofiletici. Il genere Ixophorus è fortemente supportato come "gruppo fratello" dei generi Zuloagaea e Setariopsls; questi tre generi hanno una distribuzione sovrapposta in Messico e America Centrale. In particolare Ixophorus è un allopoliploide, formato dallo stesso evento di allopoliploidia che ha prodotto Zuloagaea bulbosa. Tre generi Pseudochaetochloa, Spinifex e Zygochloa, tutti dioici, formano un unico clade e sono caratterizzati da piante perenni dioiche in habitat asciutti, con dense inflorescenze capitate; formano inoltre ammassi vegetali collegati da lunghi rizomi. Dalle analisi molecolari Streptolophus e Paratheria risultano collegati e affini nel carattere morfologico della disarticolazione dei rami come una sola unità.
Per tutto questo gruppo è stata individuata la seguente sinapomorfia: sono presenti delle ramificazioni primarie, secondarie e / o terziarie che terminano in un apice sterile o in una setola. Le setole sono state interpretate in modo diverso, ma i dati sullo sviluppo e sull'espressione genica mostrano che sono rami sterili. Questo carattere non è presente (sembra essere perso) nei generi Alexfloydia, Panicum antidotale, Snowdenia, Stereochlaena, Whiteochloa e Zuloagaea.
Sinapomorfie particolari (relative ad un singolo genere):
- Acritochaete: le barbe dei lemmi inferiori sono arrotolate (aggrovigliate).
- Cenchrus: i rami laterali (secondari) hanno una base espansa (questi rami sono decidui); ogni ramo termina con una spighetta, che viene quindi sottesa e più o meno circondata da setole (le setole corrispondono a rami di ordine superiore).
- Dissochondrus: le spighette si presentano con entrambi i fiori completamente sviluppati e bisessuali.
- Holcolemma: il lemma inferiore è solcato; la palea inferiore ha delle chiglie alate che a maturità si espandono oscurando il fiore superiore.
- Ixophorus: le foglie lineari, sono conduplicate in bocciolo; le guaine sono fortemente appiattite e ripiegate; i fiori superiori sono pistillati e quelli inferiori sono staminati; le palee inferiori formano una struttura alata che sottende il fiore superiore alla maturità.
- Paratheria: i rami primari dell'infiorescenza sono appressati sull'asse principale, ciascuno con una spighetta e termina in un apice acuto sterile.
- Pseudochaetochloa: le piante sono dioiche.
- Setariopsis: le glume superiori sono saccate e gibbose (a maturità s'induriscono); i lemmi inferiori contengono due sacchetti abassiali, che induriscono.
- Snowdenia: i rami sterili (con setole) sono assenti.
- Spinifex: le infiorescenze sono costituite da rami rigidi che sembrano originarsi in un unico punto, ogni ramo possiede una sua propria spata; la disarticolazione avviene con tutta l'infiorescenza unita.
- Stenotaphrum: le infiorescenze non sono ramificata oppure hanno i rami primari molto corti e infossati negli assi larghi appiattiti dell'infiorescenza.
- Streptolophus: i rami sono divisi in più rametti con punte (apici) ricurve che formano un involucro attorno alle spighette.
- Whiteochloa: le glume superiori sono tubercolato-ciliate con apici induriti; la frutta è di colore giallo.
- Zuloagaea: i rizomi sono corti e duri e spesso formano dei cormi sferici.

Il cladogramma seguente, tratto dallo studio citato, aggiornato e semplificato, mostra una possibile configurazione filogenetica della sottotribù.
|  | Ixophorus                                                 |
|  |                                                           |
|  | \| \| Setariopsis \| \| \| \| \| \| Zuloagaea \| \| \| \| |
|  |                                                           |
|  | Setariopsis                                               |
|  |                                                           |
|  | Zuloagaea                                                 |
|  |                                                           |

|  | Setariopsis |
|  |             |
|  | Zuloagaea   |
|  |             |

|  | Stereochlaena |
|  |               |
|  | Cenchrus 1    |
|  |               |

|  | Snowdenia    |
|  |              |
|  | Acritochaete |
|  |              |
|  | Cenchrus 2   |
|  |              |

|  | Stereochlaena |
|  |               |
|  | Cenchrus 1    |
|  |               |

|  | Snowdenia    |
|  |              |
|  | Acritochaete |
|  |              |
|  | Cenchrus 2   |
|  |              |

|  | \| \| Streptolophus \| \| \| \| \| \| Paratheria \| \| \| \| |
|  |                                                              |
|  | Panicum antidotale                                           |
|  |                                                              |
|  | Streptolophus                                                |
|  |                                                              |
|  | Paratheria                                                   |
|  |                                                              |

|  | Streptolophus |
|  |               |
|  | Paratheria    |
|  |               |

|  | Zygochloa         |
|  |                   |
|  | Spinifex          |
|  |                   |
|  | Pseudochaetochloa |
|  |                   |

|  | Xerochloa   |
|  |             |
|  | Alexfloydia |
|  |             |

|  | Whiteochloa                                                   |
|  |                                                               |
|  | \| \| Pseudoraphis \| \| \| \| \| \| Chamaeraphis \| \| \| \| |
|  |                                                               |
|  | Pseudoraphis                                                  |
|  |                                                               |
|  | Chamaeraphis                                                  |
|  |                                                               |

|  | Pseudoraphis |
|  |              |
|  | Chamaeraphis |
|  |              |

|  | Xerochloa   |
|  |             |
|  | Alexfloydia |
|  |             |

|  | Whiteochloa                                                   |
|  |                                                               |
|  | \| \| Pseudoraphis \| \| \| \| \| \| Chamaeraphis \| \| \| \| |
|  |                                                               |
|  | Pseudoraphis                                                  |
|  |                                                               |
|  | Chamaeraphis                                                  |
|  |                                                               |

|  | Pseudoraphis |
|  |              |
|  | Chamaeraphis |
|  |              |

|  | \| \| Streptolophus \| \| \| \| \| \| Paratheria \| \| \| \| |
|  |                                                              |
|  | Panicum antidotale                                           |
|  |                                                              |
|  | Streptolophus                                                |
|  |                                                              |
|  | Paratheria                                                   |
|  |                                                              |

|  | Streptolophus |
|  |               |
|  | Paratheria    |
|  |               |

|  | Zygochloa         |
|  |                   |
|  | Spinifex          |
|  |                   |
|  | Pseudochaetochloa |
|  |                   |

|  | Xerochloa   |
|  |             |
|  | Alexfloydia |
|  |             |

|  | Whiteochloa                                                   |
|  |                                                               |
|  | \| \| Pseudoraphis \| \| \| \| \| \| Chamaeraphis \| \| \| \| |
|  |                                                               |
|  | Pseudoraphis                                                  |
|  |                                                               |
|  | Chamaeraphis                                                  |
|  |                                                               |

|  | Pseudoraphis |
|  |              |
|  | Chamaeraphis |
|  |              |

|  | Xerochloa   |
|  |             |
|  | Alexfloydia |
|  |             |

|  | Whiteochloa                                                   |
|  |                                                               |
|  | \| \| Pseudoraphis \| \| \| \| \| \| Chamaeraphis \| \| \| \| |
|  |                                                               |
|  | Pseudoraphis                                                  |
|  |                                                               |
|  | Chamaeraphis                                                  |
|  |                                                               |

|  | Pseudoraphis |
|  |              |
|  | Chamaeraphis |
|  |              |

|  | Ixophorus                                                 |
|  |                                                           |
|  | \| \| Setariopsis \| \| \| \| \| \| Zuloagaea \| \| \| \| |
|  |                                                           |
|  | Setariopsis                                               |
|  |                                                           |
|  | Zuloagaea                                                 |
|  |                                                           |

|  | Setariopsis |
|  |             |
|  | Zuloagaea   |
|  |             |

|  | Stereochlaena |
|  |               |
|  | Cenchrus 1    |
|  |               |

|  | Snowdenia    |
|  |              |
|  | Acritochaete |
|  |              |
|  | Cenchrus 2   |
|  |              |

|  | Stereochlaena |
|  |               |
|  | Cenchrus 1    |
|  |               |

|  | Snowdenia    |
|  |              |
|  | Acritochaete |
|  |              |
|  | Cenchrus 2   |
|  |              |

|  | \| \| Streptolophus \| \| \| \| \| \| Paratheria \| \| \| \| |
|  |                                                              |
|  | Panicum antidotale                                           |
|  |                                                              |
|  | Streptolophus                                                |
|  |                                                              |
|  | Paratheria                                                   |
|  |                                                              |

|  | Streptolophus |
|  |               |
|  | Paratheria    |
|  |               |

|  | Zygochloa         |
|  |                   |
|  | Spinifex          |
|  |                   |
|  | Pseudochaetochloa |
|  |                   |

|  | Xerochloa   |
|  |             |
|  | Alexfloydia |
|  |             |

|  | Whiteochloa                                                   |
|  |                                                               |
|  | \| \| Pseudoraphis \| \| \| \| \| \| Chamaeraphis \| \| \| \| |
|  |                                                               |
|  | Pseudoraphis                                                  |
|  |                                                               |
|  | Chamaeraphis                                                  |
|  |                                                               |

|  | Pseudoraphis |
|  |              |
|  | Chamaeraphis |
|  |              |

|  | Xerochloa   |
|  |             |
|  | Alexfloydia |
|  |             |

|  | Whiteochloa                                                   |
|  |                                                               |
|  | \| \| Pseudoraphis \| \| \| \| \| \| Chamaeraphis \| \| \| \| |
|  |                                                               |
|  | Pseudoraphis                                                  |
|  |                                                               |
|  | Chamaeraphis                                                  |
|  |                                                               |

|  | Pseudoraphis |
|  |              |
|  | Chamaeraphis |
|  |              |

|  | \| \| Streptolophus \| \| \| \| \| \| Paratheria \| \| \| \| |
|  |                                                              |
|  | Panicum antidotale                                           |
|  |                                                              |
|  | Streptolophus                                                |
|  |                                                              |
|  | Paratheria                                                   |
|  |                                                              |

|  | Streptolophus |
|  |               |
|  | Paratheria    |
|  |               |

|  | Zygochloa         |
|  |                   |
|  | Spinifex          |
|  |                   |
|  | Pseudochaetochloa |
|  |                   |

|  | Xerochloa   |
|  |             |
|  | Alexfloydia |
|  |             |

|  | Whiteochloa                                                   |
|  |                                                               |
|  | \| \| Pseudoraphis \| \| \| \| \| \| Chamaeraphis \| \| \| \| |
|  |                                                               |
|  | Pseudoraphis                                                  |
|  |                                                               |
|  | Chamaeraphis                                                  |
|  |                                                               |

|  | Pseudoraphis |
|  |              |
|  | Chamaeraphis |
|  |              |

|  | Xerochloa   |
|  |             |
|  | Alexfloydia |
|  |             |

|  | Whiteochloa                                                   |
|  |                                                               |
|  | \| \| Pseudoraphis \| \| \| \| \| \| Chamaeraphis \| \| \| \| |
|  |                                                               |
|  | Pseudoraphis                                                  |
|  |                                                               |
|  | Chamaeraphis                                                  |
|  |                                                               |

|  | Pseudoraphis |
|  |              |
|  | Chamaeraphis |
|  |              |

### Sinonimi
I seguenti nomi scientifici sono dei sinonimi per questa sottotribù:
- Pennisetinae Rchb., 1828
- Snowdeniinae Bùzin, 1972
- Pseudoraphidinae Keng & Keng f., 1990
- Setariinae Dumort., 1829
- Spinificinae Owhi, 1942
- Uranthoeciinae Butzin, 1970
- Xerochloinae Butzin, 1970